# 芬兰司法长官
芬兰司法长官（芬蘭語：oikeuskansleri）是一位芬兰政府官员，其职责为监督如政府内阁部长等政府当局的行为是否符合法律，以及推动对芬兰公民的法律保护。司法长官收到对政府部门行为而提出的诉状后进行调查，其也可以主动调查政府部门的行为是否合法。司法长官参与内阁的会议以确保法律程序和规章制度得到遵守。司法长官有着广泛的监督、调查和检查权力。
司法长官及其副职是由芬兰总统来任命的。司法长官的职务为终身制。
现任司法长官是托马斯·珀于斯蒂（Tuomas Pöysti）。

## 历史
司法长官的职务可以追溯至18世纪，当时芬兰还是瑞典王国的一部分。当芬兰在1809年作为一个大公国并入俄罗斯帝国时，其法律体系基本保持不变。司法长官的职责转交至检察长，其职责是帮助芬兰总督监督在芬兰法律得以遵守。
当1917年芬兰宣布独立的一年后，检察长的职称改回至司法长官。第一任司法长官是佩尔·埃温德·斯温胡武德，他曾担任过芬兰议长，后来并成为第三任芬兰总统。1919年成立了议会监察使的职务。议会监察使和司法长官的职责在很多方面有点重叠。

## 职责
- 监督内阁及总统的官方行为是否符合法律
- 在法律事务上给总统、内阁及部长提供信息及意见
- 监督各级法院、其它政府机构及公务员、公职人员和其它人员在执行公权力时遵守法律及履行其义务
- 监察基本权利、自由和人权得以实施
- 与芬兰律师协会一起监督律师的行为[2]